# Giovanni Antonio Solinas
Giovanni Antonio Solinas, SJ (15. února 1643, Oliena – 27. října 1683, San Ramón de la Nueva Orán) byl italský římskokatolický kněz, řeholník Tovaryšstva Ježíšova a misionář, zabitý v dnešní Argentině místními domorodci. Katolická církev jej uctívá jako blahoslaveného mučedníka.

## Život
Narodil se dne 15. února 1643 v obci Oliena na Sardinii, jež tehdy byla pod španělskou nadvládou. Dne 12. června 1663 vstoupil do Tovaryšstva Ježíšova a v Cagliari vstoupil do noviciátu. Dne 16. června 1665 složil své řeholní sliby. Po několika letech formace odcestoval spolu s několika dalšími jezuity do dnešního Španělska a roku 1673 byl v Seville vysvěcen na kněze. Ve stejném roce zahájil se svými spolubratry misijní cestu do Nového světa. Roku 1674, po měsících plavby dosáhl břehů dnešní Argentiny, patřící tehdy do Španělské říše.
Po přípravě, kterou absolvoval v Cordobě, Buenos Aires a Santa Fe působil nejprve v guaraníovských jezuitských redukcích Itapúa a Santa Ana.
Roku 1683 byla zorganizována misijní výprava do oblastí severní Argentiny a Jižní Bolívie, které se účastnili i jeho spolubratři, domorodí konvertité a další lidé včetně kněze Pedra Ortize de Zárate, rodáka z města San Salvador de Jujuy. Za cíl měli navázání kontaktů s novými kmeny a jejich obrácení na křesťanskou víru.
Ačkoli první kontakty s kmeny byli nadějné, skupina několika stovek ozbrojených Tobů a Mocoviců, podněcovaných svými šamany zůstala silně nepřátelská. Dne 27. října 1683 odpoledne, nedlouho poté, co v provizorní kapli odsloužili mši svatou zaútočilo přes tisíc bojovníků na dočasný tábor misionářů. Giovanni Antonio Solinas, Pedro Ortiz de Zárate a 18 laiků, včetně domorodých křesťanských konvertitů bylo krutě zavražděno oštěpy a sekerami v průsmyku Abra de Zenta poblíž dnešního města San Ramón de la Nueva Orán.

## Úcta
Beatifikační proces jeho a jeho společníka Pedra Ortize de Zárate započal dne 8. března 2002, čímž oba obdrželi titul služebníci Boží Dne 13. října 2021 podepsal papež František dekret o jich mučednictví.
Blahořečeni pak byli dne 2. července 2022 v San Ramón de la Nueva Orán. Obřadu předsedal jménem papeže Františka kardinál Marcello Semeraro.
Jeho památka je připomínána 27. října. Bývá zobrazován v kněžském oděvu.